# Mäander

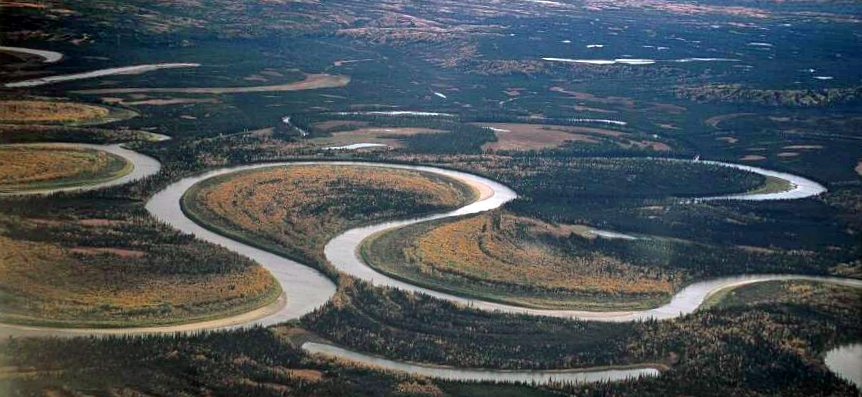
Mäander mit mehreren Altarmen am Unterlauf des Nowitna River (Alaska, 2002)

Mäander ist die Bezeichnung einer Flussschlinge in einer Abfolge weiterer Flussschlingen, wie sie sich in unbefestigten Fließgewässerabschnitten mit sehr geringem Sohlgefälle und gleichzeitig transportiertem, feinkörnigem Geschiebe auf natürliche Weise bildet. Man unterscheidet sogenannte „freie“ Mäander in Lockergesteinen (Sediment) und „festgelegte“ Mäander oder Talmäander in Festgesteinen. Entsprechende Flussabschnitte werden als mäandrierende Flüsse bezeichnet.
Mäander greifen mit der Zeit durch Erosion an der Kurvenaußenseite (Prallhang) und Sedimentation an der Kurveninnenseite (Gleithang) immer weiter seitlich aus, bis es an den Enden der Schlinge zu einem Durchbruch kommt. Danach wird der Mäander zum Altarm und verlandet schließlich.
Die Intensität des Mäandrierens eines Fließgewässers hängt von der Beschaffenheit des Untergrundes und der Fließgeschwindigkeit ab. Als einfaches Maß dient das als Sinuosität bezeichnete Verhältnis von Gewässerlänge zu Luftlinie.

## Etymologie
Das Wort Mäander stammt vom griechischen Namen Μαίανδρος Maíandros für die heute den Namen Menderes tragenden Flüsse in der westlichen Türkei (Großer Mäander und Kleiner Mäander, der Kleine Mäander trug jedoch in der Antike ursprünglich einen anderen Namen). Bereits in der Antike waren die genannten Wasserläufe bekannt für ihre zahlreichen Flussschlingen.

## Mäanderentwicklung

### Entstehung

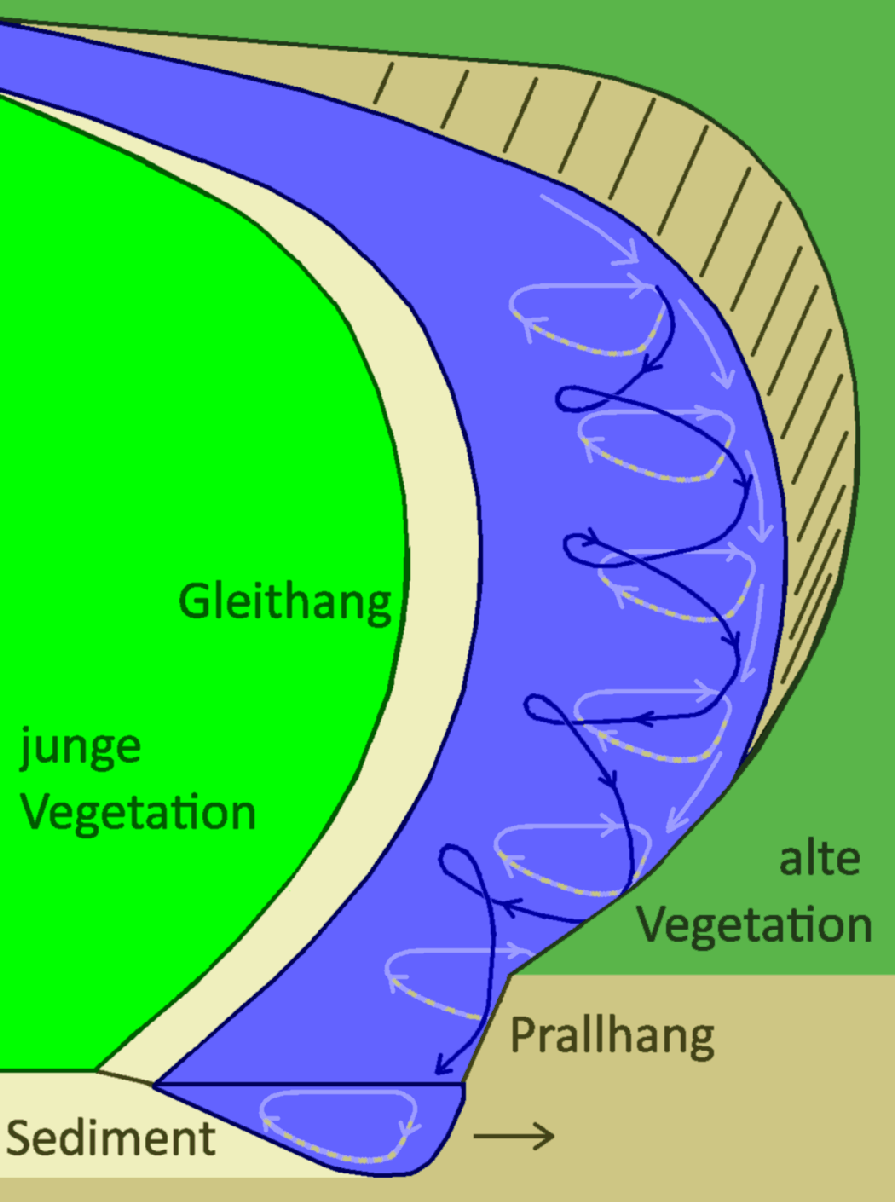
Hydrodynamik in einer Flussschleife; aus Querströmung und Gewässerströmung resultiert helikale Strömung

Ursache der Mäandrierung ist eine durch die Bodenreibung des Wassers verursachte Querzirkulation, die entlang des Flussbodens von der kurvenäußeren Seite zur kurveninneren Seite und an der Flussoberfläche zurück zur kurvenäußeren Seite führt. Diese Querzirkulation entsteht folgendermaßen:
1. Eine zufällige Unregelmäßigkeit im Flussbett bewirkt Unterschiede in der Strömungsgeschwindigkeit, durch die höhere Erosion entsteht eine leichte Ausbuchtung auf der Seite mit der schnelleren Strömung. Schließlich bildet sich eine Kurve, durch die Zentrifugalkraft besitzt sie einen höheren Wasserstand an der Außenseite. Hierdurch entsteht für alle Wasserteilchen eine Druckgradientkraft in Richtung des Kurveninneren (Zentripetalkraft). Der Wasserstand ist somit zunächst eine Äquipotentialfläche aus dem Potential der Gravitation und der Zentrifugalkraft. Damit alleine hat man eine Gleichgewichtsströmung um die Kurve, die keine Querzirkulation verursacht.
2. In der Nähe des Flussbettes entsteht Reibung, welche die Fließgeschwindigkeit mindert und die Zentrifugalkraft abschwächt. Die Druckkraft dagegen bleibt gleich, weil die Statik der Wasseroberfläche unverändert besteht. In der Summe erfahren die bodennahen Wasserteilchen an der Kurvenaußenseite dadurch eine Querbeschleunigung in Richtung des Kurveninneren.
3. In der Folge entsteht an der Oberfläche aus Gründen der Massenerhaltung eine Komponente der Strömung in Richtung Kurvenäußeres. Diese wird balanciert durch den höheren Wasserstand an der kurvenäußeren Seite.

Aus dieser Querzirkulation und der Gewässerströmung entsteht in der Summe längs des Flusskörpers eine helikale Strömung, die am Gewässerboden Richtung Kurveninnenseite strömt. Weil die Strömungsgeschwindigkeit zum Kurveninnern abnimmt, wird die helikale Strömung nach innen hin ebenfalls langsamer und die Sedimentfracht sinkt wieder zu Boden. Somit befördert die helikale Strömung Sedimente vom Prallhang zum Gleithang, wodurch der Kurvenradius des Mäanders immer größer wird.

### Verlagerungsaktivität und Durchbruch

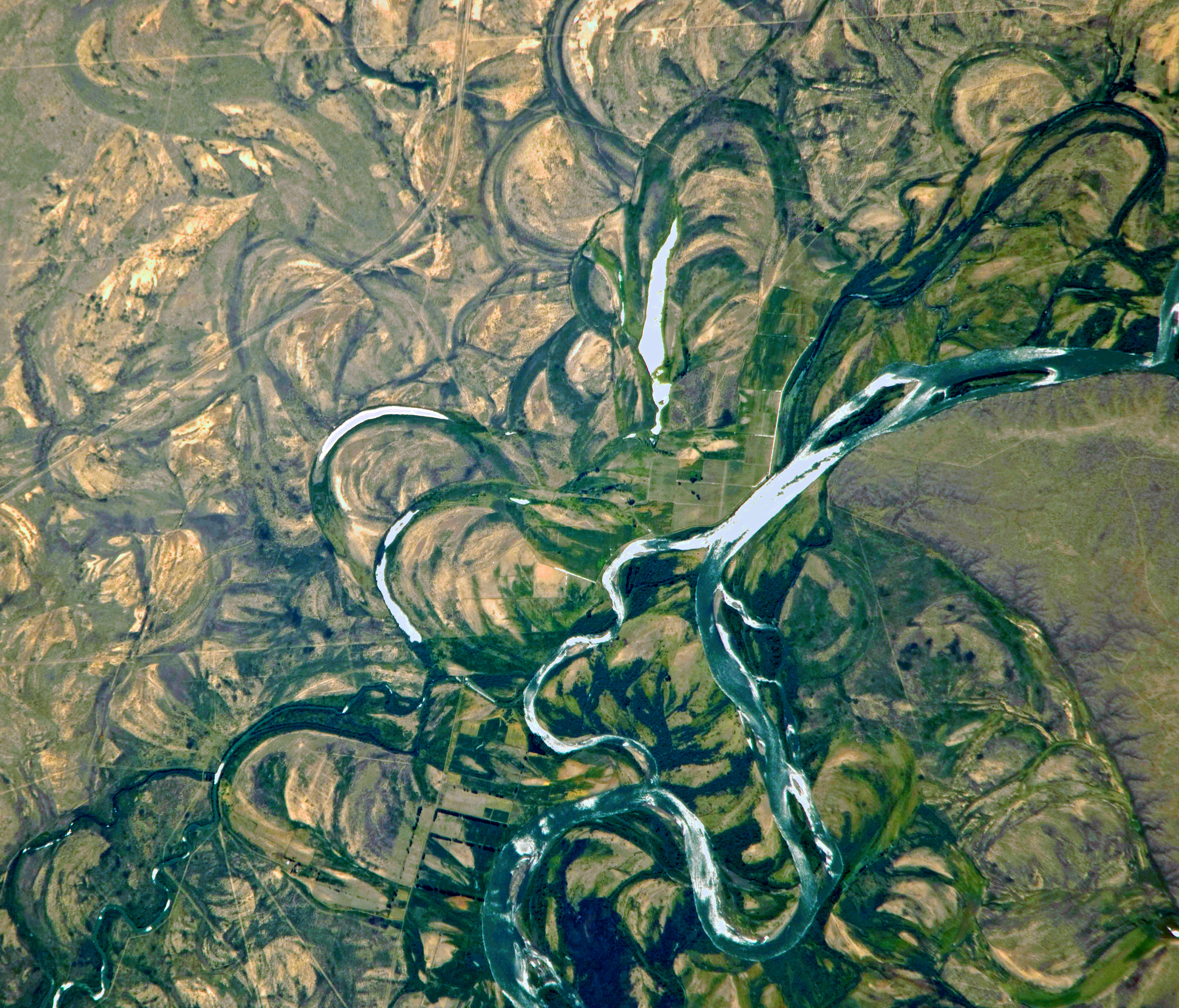
Der argentinische Rio Negro mit zahllosen Altarmen als Überbleibsel vergangener Durchbrüche, Aufnahme von Bord der ISS

In lockeren Sedimentgesteinen können sich freie Mänder erheblich schneller verändern, als dies bei Talmäandern in Festgesteinen der Fall ist. Beobachtungen an der Mulde in Sachsen zeigen, dass neben der Verlagerung nach außen in Richtung Prallhang zusätzlich eine Bewegung der Flussschlinge tal- bzw. gefälleabwärts erfolgt.
Berühren sich zwei benachbarte Flussschlingen, bricht der Fluss durch und fließt künftig durch die Abkürzung. Zurück bleibt ein bogenförmiger Altarm (engl. oxbow lake), der immer weniger durchflossen wird. Zunehmender Eintrag von Sediment bei Hochwasser sowie der Laubeintrag führen dazu, dass das stehende Altwasser immer weiter verlandet.
An der Durchbruchstelle kann sich durch den Höhenunterschied zwischen Mäanderbogenein- und -auslauf eine Stromschnelle entwickeln. Durch rückschreitende Erosion findet dann ein Gefälleausgleich flussaufwärts statt, so dass das oberhalb befindliche Flussbett nach einiger Zeit entsprechend tiefer liegt. Je weniger erosionsresistent der Untergrund ist, desto schneller verläuft dieser Prozess. Der Altarm ist von der Vertiefung nicht betroffen, was zu seiner raschen Entkoppelung vom Fließgeschehen beiträgt.

## Talmäander

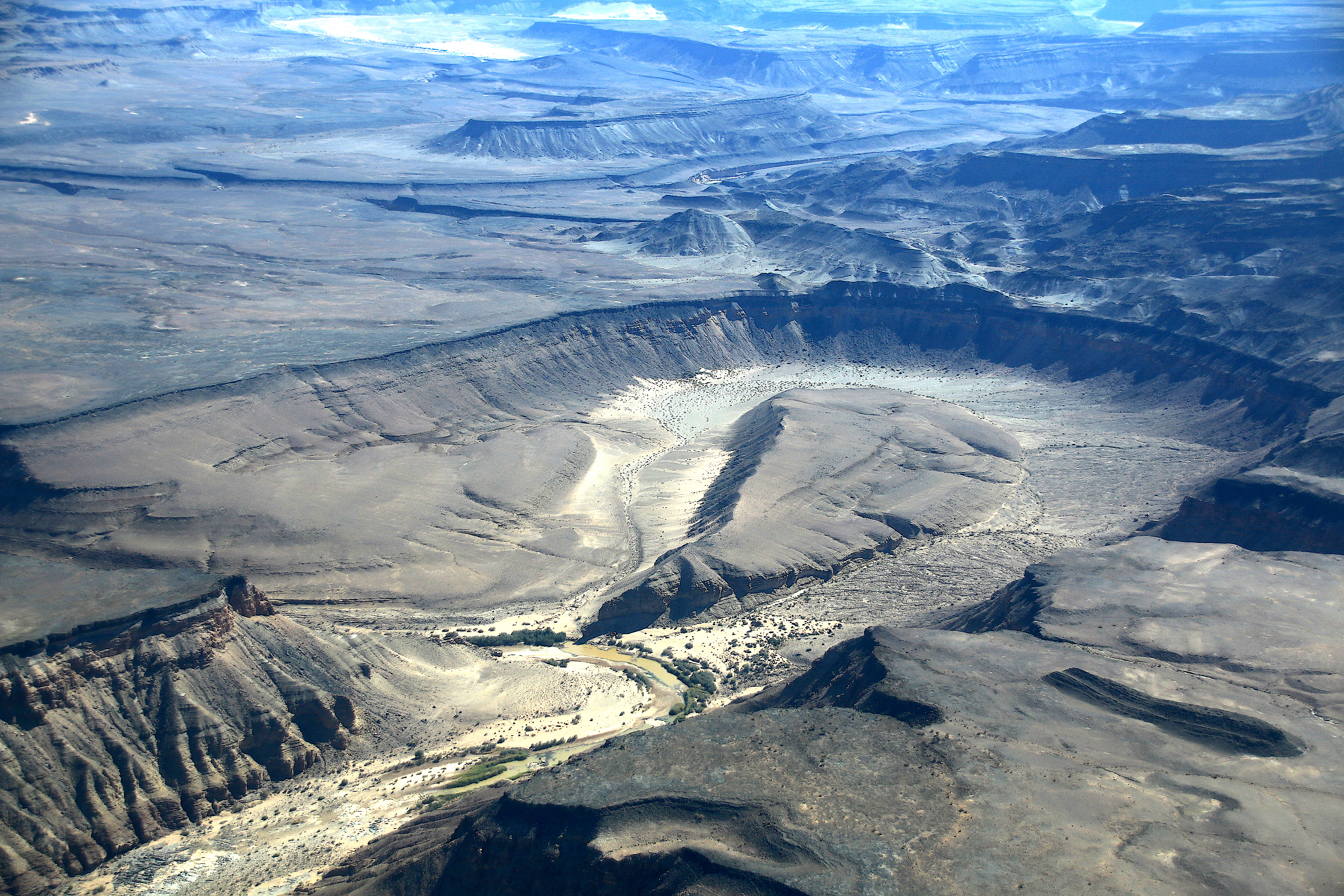
Durchgebrochener Talmäander mit Umlaufberg und -tal am nördlichen Ende des Fischfluss-Canyons, Namibia

Von den sogenannten freien Mäandern der Schwemmebenen zu unterscheiden sind Talmäander. Dies sind tief eingeschnittene, windungsreiche Flusstäler, die in ihrer Gestalt den Mäandern frei fließender Flüsse ähneln. Für ihre Entstehung werden verschiedene Modelle diskutiert. Einerseits kann sich ein Fluss bei nachträglicher Geländehebung unter Beibehaltung der im Flachland erworbenen Schlingenform tief ins Gebirge einschneiden. Solche Zwangsmäander verändern jedoch häufig nachträglich ihre Gestalt, meist sind sie langgestreckter. Ebenso sind bei Talmäandern die äußeren Talhänge (Prallhänge) vom Flussbett unterschnitten und steil, während die inneren Talhänge (Gleithänge) flacher geneigt sind. Abweichend von diesem Modell wird in vielen Fällen eine Bildung von Talmäandern für solche Täler diskutiert, bei denen sich ein Fluss in sich hebende, nahezu ebene anstehende Hartgesteine eingeschnitten hat. Hier können die Mäanderböden erst infolge der Hebung entstanden sein, d. h., sie gehen nicht direkt auf frühere Flussschlingen zurück. Beispiele dafür sind der Mittelrhein oder die Moselbögen. Eine Schlingenbildung unter solchen Bedingungen setzt voraus, dass die seitliche (laterale) Erosion des Flusstals im Verhältnis zur Tiefenerosion hoch ist. Beobachtungen in Ostasien deuten darauf hin, dass die Bildung von Talmäandern durch relativ weiche anstehende Gesteine, bevorzugt beim Vorhandensein einzelner härter Lagen, und durch klimatische Verhältnisse mit häufigen Starkregen-Ereignissen gefördert werden. Ausgedehnte Talsedimente, die die Talsohle gegen Erosion schützen, während die Hangbereiche frei liegen, können den Prozess verstärken, aber nicht allein auslösen. Beim Durchbruch der Schlinge eines Talmäanders wird der vom Talabschnitt des Altarms, dem Umlauftal, umgebene Erosionsrest der Hochfläche als Umlaufberg bezeichnet. Aus dem Umlauftal kann sich ein Sonderfall des Trockentals entwickeln.

## Auswirkungen auf den Menschen

### Politische Auswirkungen
Bei Flüssen, in denen Landesgrenzen verlaufen, wird in der Regel ihr Talweg in Grenzverträgen als Grenzlinie verwendet, so dass selbst die Zugehörigkeit von Flussinseln eindeutig geregelt werden kann. Ist ein Gewässerverlauf erst einmal geodätisch definiert, können Änderungen im Flussverlauf zur Bildung von Flächen führen, die zwar nach wie vor Teil einer Gebietseinheit sind, von dieser jedoch durch den neuen Flussverlauf abgetrennt und somit oft schlecht zugänglich sind. Mitunter kommt es in diesen Fällen zum Gebietstausch; ferner bieten sich solche Bereiche auch als Naturreservat oder Retentionsfläche an.

### Wirtschaftsfaktor
Wegen der höheren Fließgeschwindigkeit standen historische Wassermühlen bevorzugt an jüngeren Mäanderdurchbrüchen.
Stark mäandrierende Flüsse, wie der Mississippi oder der Rhein, sind vielfach durch Flussbegradigung schiffbar gemacht worden. Der Rhein wurde allein durch die von Johann Gottfried Tulla zwischen 1817 und 1819 eingeleitete Begradigung von Karlsruhe bis Mannheim von 135 Kilometer auf 86 Kilometer verkürzt. Eine solche Flussbegradigung hat eine Absenkung des Grundwasserspiegels und durch die erhöhte Fließgeschwindigkeit eine stärkere Erosion des Flussbettes zur Folge, damit besteht eine höhere Hochwassergefahr für nachfolgende Flussabschnitte. Die landwirtschaftliche Nutzbarkeit der anliegenden Flächen und die Wasserversorgung anliegender Waldflächen wird verändert.
Die physikalischen Gewalten des Mississippi, die im Laufe der Zeit zu überlagernden Mäanderverläufen geführt haben, sind Teil der amerikanischen Folk-Mythologie. In den 1940er Jahren wurde eine große Studie vom Geologen Harold Fisk durchgeführt. Fisk untersuchte mit einem Team von Geologen und Geographen die Flussläufe des Mississippi: seine Haupt- und Nebenströme, die toten Seitenarme und die trocken gefallenen Flussbette sowie das Schwemmland.

### Naturschutz
Die negativen Auswirkungen des Flussbaus der vergangenen Jahrzehnte führten zur europäischen Wasserrahmenrichtlinie, aufgrund derer die Uferbefestigungen von begradigten Fließgewässern mancherorts wieder zurückgebaut werden. Dies bezeichnet man als Renaturierung, in der Folge bilden sich in den Fließgewässern auf natürlichem Weg erneut Mäander. Bevorzugt renaturiert werden Oberläufe, die nicht der Schifffahrt dienen, beispielsweise die Nidda bei Bad Vilbel oder der Main bei Unterbrunn.

## Abgrenzung
Eine einzelne Flussschlinge in einem Flusslauf wie beispielsweise die Saarschleife wird nicht als Mäander bezeichnet, ebenso wenig eine als Flussknie bezeichnete Flussschlinge mit anschließend markant veränderter Fließrichtung.
Im Zuge von wasserbaulichen Maßnahmen zum naturnahen Umbau vorher begradigter Fließgewässer wird allerdings umgangssprachlich häufig abgewichen und jedes Gewässerbett mit Kurven „mäandrierend“ genannt, selbst dann, wenn die Kurven durch Befestigung festgelegt sind und die natürliche Gewässerbettdynamik unterbunden wird.